# Jaka Bijol
Jaka Bijol, né le 5 février 1999 à Vuzenica en Slovénie, est un footballeur international slovène qui évolue au poste de défenseur central à Leeds United.

## Biographie

### Carrière en club
Natif de Vuzenica, Bijol est formé dans un premier temps au centre de formation du NK Dravograd avant de rejoindre celui du NK Bravo à partir de 2014. Il signe son premier contrat professionnel en s'engageant avec le Rudar Velenje à l'été 2017, où il est titularisé dès le début de la saison 2017-2018 et s'impose rapidement au poste de milieu défensif, disputant trente matchs de championnat pour trois buts inscrits.
Après une seule saison, Bijol est recruté par le CSKA Moscou durant le mois de juin 2018, s'engageant pour cinq saisons. Il dispute sa première rencontre à l'occasion de la Supercoupe de Russie, entrant en jeu face au Lokomotiv Moscou, tandis que les siens l'emportent 1-0 à l'issue de la prolongation. Il devient par la suite un joueur de rotation important au sein de l'effectif moscovite, enchaînant titularisation et entrées en jeu. Il fait également ses débuts en coupe d'Europe, disputant trois matchs de Ligue des champions au cours de la phase de groupes.
Au mois de septembre 2020, il est prêté au Hanovre 96 en deuxième division allemande pour le restant de la saison 2020-2021.

### Carrière internationale
Très vite repéré par la sélection slovène, Bijol passe par la totalité des catégories de jeunes de la Slovénie. Il est appelé en sélection A à partir de 2018 et connaît sa première sélection le 13 octobre 2018 lors d'un match de Ligue des nations face à la Norvège, entrant à la mi-temps à la place de Leo Štulac. Il dispute par la suite deux autres matchs dans la compétition tandis que la Slovénie termine dernière de son groupe et est reléguée en Ligue D.
Il est retenu dans la liste des 26 joueurs slovènes du sélectionneur Matjaž Kek pour participer à l'Euro 2024.

## Statistiques
| Saison                | Club                  | Championnat           | Championnat | Championnat | Coupe(s) nationale(s) | Coupe(s) nationale(s) | Compétition(s) continentale(s) | Compétition(s) continentale(s) | Compétition(s) continentale(s) | Total | Total |
| Saison                | Club                  | Division              | M.          | B.          | M.                    | B.                    | Comp.                          | M.                             | B.                             | M.    | B.    |
| 2017-2018             | Rudar Velenje         | D1                    | 30          | 3           | -                     | -                     | -                              | -                              | -                              | 30    | 3     |
| Sous-total            | Sous-total            | Sous-total            | 30          | 3           | -                     | -                     | -                              | -                              | -                              | 30    | 3     |
| 2018-2019             | CSKA Moscou           | D1                    | 23          | 4           | 1                     | 0                     | C1                             | 3                              | 0                              | 27    | 4     |
| 2019-2020             | CSKA Moscou           | D1                    | 25          | 1           | 3                     | 1                     | C3                             | 6                              | 0                              | 34    | 2     |
| 2020-2021             | CSKA Moscou           | D1                    | 5           | 0           | -                     | -                     | -                              | -                              | -                              | 5     | 0     |
| 2021-2022             | CSKA Moscou           | D1                    | 28          | 1           | 2                     | 0                     | -                              | -                              | -                              | 30    | 1     |
| Sous-total            | Sous-total            | Sous-total            | 81          | 6           | 6                     | 1                     | -                              | 9                              | 0                              | 96    | 7     |
| 2020-2021             | Hanovre 96 (prêt)     | D2                    | 30          | 0           | 1                     | 0                     | -                              | -                              | -                              | 31    | 0     |
| Sous-total            | Sous-total            | Sous-total            | 30          | 0           | 1                     | 0                     | -                              | -                              | -                              | 31    | 0     |
| 2022-2023             | Udinese Calcio        | Serie A               | 32          | 3           | 1                     | 0                     | -                              | -                              | -                              | 33    | 3     |
| 2023-2024             | Udinese Calcio        | Serie A               | 12          | 0           | 1                     | 0                     | -                              | -                              | -                              | 13    | 0     |
| Sous-total            | Sous-total            | Sous-total            | 44          | 3           | 2                     | 0                     | -                              | 0                              | 0                              | 46    | 3     |
| Total sur la carrière | Total sur la carrière | Total sur la carrière | 186         | 12          | 9                     | 1                     | -                              | 9                              | 0                              | 204   | 13    |

## Palmarès
CSKA Moscou
- Vainqueur de la Supercoupe de Russie en 2018